# Eddie Ssemwanga
Edward "Eddie" Ssemwanga (ur. 1948 – zm. 3 września 1994) – ugandyjski piłkarz grający na pozycji pomocnika. W swojej karierze grał w reprezentacji Ugandy.

## Kariera klubowa
W swojej karierze piłkarskiej Ssemwanga grał w klubach Masaka Union FC i Prisons FC.

## Kariera reprezentacyjna
W 1974 roku Ssemwanga został powołany do reprezentacji Ugandy na Puchar Narodów Afryki 1974. W tym turnieju zagrał w trzech meczach grupowych: z Egiptem (1:2), z Wybrzeżem Kości Słoniowej (2:2) i z Zambią (0:1).
W 1976 roku Ssemwanga był w kadrze Ugandy na Puchar Narodów Afryki 1976. Zagrał w nim w trzech meczach grupowych: z Etiopią (0:2), z Egiptem (1:2) i z Gwineą (1:2).
W 1978 roku Seemwanga został powołany do kadry na Puchar Narodów Afryki 1978. W tym turnieju zagrał w pięciu meczach: grupowych z Kongiem (3:1), w którym strzelił gola, z Tunezją (1:3) i z Marokiem (3:0), półfinałowym z Nigerią (1:2) i w finałowym z Ghaną (0:2). Z Ugandą wywalczył wicemistrzostwo Afryki.